# Mitra tagaroae
Mitra tagaroae is een slakkensoort uit de familie van de Mitridae. De wetenschappelijke naam van de soort is voor het eerst geldig gepubliceerd in 2008 door Poppe.